# Tratado de Brest-Litovsk (Ucrania)
El Tratado de Brest-Litovsk entre las Potencias Centrales y la República Popular Ucraniana fue un tratado de paz que se firmó en Brest el 9 de febrero de 1918, entre los representantes de las Potencias Centrales y los de la Rada Central Ucraniana y que precedió en casi un mes al que firmaron aquellos con el gobierno ruso de Lenin.

## Antecedentes
El 15 de diciembre de 1917, se firmó el armisticio entre los Imperios Centrales y el nuevo gobierno bolchevique surgido de la Revolución de Octubre.
Dado el fracaso de la conferencia del 18 de diciembre de 1917 del Consejo de la Corona para definir un objetivo claro para la delegación alemana que partió dos días más tarde hacia Brest, esta tenía únicamente el fin de alcanzar cuanto antes la paz con dos propósitos generales: permitir el traslado de tropas al frente occidental y lograr alimentos y materias primas para aliviar la intensa escasez causada por el bloqueo aliado a las Potencias Centrales. Tanto alemanes como austrohúngaros tenían serios problemas para abastecer de alimentos a su población.

## Negociaciones

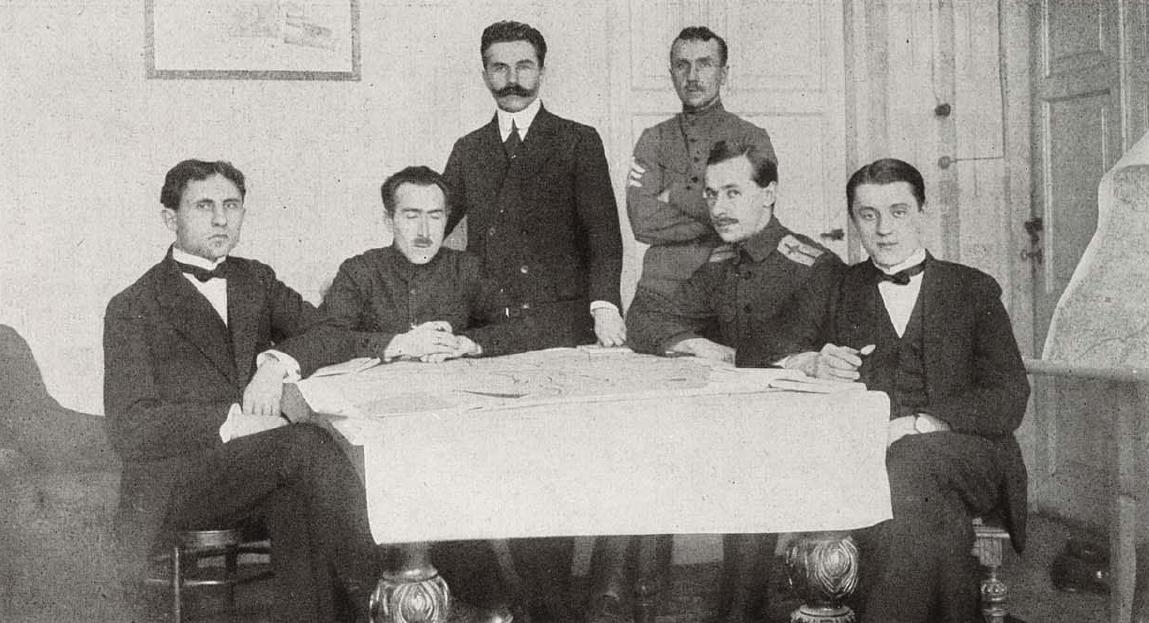
La delegación ucraniana en Brest.

Cambios territoriales tras la firma de su propio Tratado de Brest-Litovsk por la RSFS de Rusia.

Después de un primer rechazo, el Gobierno soviético permitió el 16 de diciembre el cruce del frente a los representantes de la Rada para llegar a Brest, donde se iban a celebrar las conversaciones de paz. Allí fueron mejor recibidos por los alemanes que por los austrohúngaros, temerosos por la posibilidad de que cualquier acuerdo con los ucranianos disgustase a sus propias minorías o tuviese efectos perjudiciales en su política interna. Otomanos y búlgaros, aunque favorables a la Rada, no tuvieron un papel destacado en las negociaciones.
Tres días más tarde y con el consentimiento de la delegación rusa, los ucranianos comenzaron a negociar con los alemanes sobre la situación de los prisioneros de guerra. La delegación rusa admitió a la de la Rada como representantes de una república ucraniana independiente. Por su parte, los alemanes se mostraron dispuestos a tratar a la Rada como Gobierno de un país independiente siempre que esto no indispusiese a los rusos y pusiese en peligro las negociaciones con estos.
El 1 de enero de 1918, llegó a la ciudad una nueva delegación oficial de la Rada con cinco jóvenes miembros. La petición formal de participar en las negociaciones —resultado del empeoramiento de las relaciones entre Kiev y Petrogrado— la había realizado la Rada el 24 de diciembre y los imperios la habían aceptado dos días más tarde, el 26.
Una nueva reunión del Consejo de la Corona alemán el 2 de enero volvió a mostrar la incapacidad de plantear una política clara para Europa oriental. Poco después y a pesar de la indecisión de Berlín, algunos altos funcionarios alemanes comenzaron a sopesar la posibilidad de firmar una paz separada con los ucranianos. Después de algunas reuniones oficiosas, las conversaciones oficiales entre las dos partes comenzaron el 6 de enero.
A pesar de las desavenencias entre Petrogrado y Kiev —en aquel momento en negociaciones—, Trotski reconoció oficialmente a la delegación ucraniana como enviados de un país soberano el 10 de enero, dos días antes que los imperios. Estos otorgaron el reconocimiento cuando los ucranianos amenazaron con retirarse de las negociaciones en caso contrario. La delegación ucraniana presentó sus condiciones al día siguiente, 13 de enero.
Los ucranianos solicitaban el reconocimiento del derecho de autodeterminación, la firma de una paz sin anexiones ni compensaciones de guerra, la anexión a la república ucraniana de la región de Chełm y la autodeterminación de la población ucraniana en Galitzia, Rutenia y Bucovina —regiones austrohúngaras todas ellas—. Los alemanes aceptaron las dos primeras condiciones, pero los austrohúngaros, con respaldo alemán, rechazaron rotundamente cualquier cesión territorial. Los alemanes, sin embargo, se mostraron dispuestos a entregar Chełm.
Las reuniones de los días posteriores mostraron la dificultad de los imperios de obtener concesiones de la dura delegación ucraniana, así como la complicada situación en la que se encontraban las dos partes. Si bien los austrohúngaros se hallaban en una situación alimentaria desesperada, la Rada se hallaba cada vez más amenazada por una invasión bolchevique de Ucrania.
La Rada decidió el 18 de enero abandonar su exigencia de obtener Galitzia, Rutenia y Bucovina septentrional con tal de que estas formasen una nueva unidad administrativa dentro del Imperio austrohúngaro para agilizar las negociaciones. Los austrohúngaros se negaron en redondo a contemplar el cambio de administración de Rutenia, que los ucranianos aceptaron, pero dieron su beneplácito al resto de la propuesta. Exigieron, sin embargo, que se firmase rápidamente el tratado de paz; el 20 se presentó un anunció que indicaba que se había logrado un acuerdo preliminar entre las dos partes.
Ese mismo día, se aprobó un receso en las negociaciones para que cada delegación obtuviese formalmente la aprobación de su Gobierno a las condiciones pactadas. Los austrohúngaros las aceptaron el 22 de enero y los ucranianos, tras ser retenidos por guardias rojos de vuelta de Kiev —donde no habían encontrado oposición alguna a la firma del tratado, considerado ya fundamental para sostener a la Rada frente a los bolcheviques—, llegaron de nuevo a Brest el 1 de febrero. Ese día se retomaron las sesiones y los imperios rechazaron la autoridad de los delegados del Gobierno soviético de Járkov, que acompañaban a Trotski.
Cansados del escaso avance en las negociaciones y conscientes de la desesperada situación de la Rada, los imperios presentaron la noche del día 1 un ultimátum a la delegación ucraniana con tres condiciones:
- El fin de la guerra y el establecimiento de relaciones diplomáticas.
- La entrega por parte de Ucrania de un millón de toneladas de cereal y de otros alimentos.
- La negociación posterior del resto de asuntos pendientes.

A pesar de las amenazas austro-germanas de poner fin a las conversaciones si los ucranianos no aceptaban estas condiciones, estos no se dejaron intimidar y respondieron con una contrapropuesta al día siguiente, que sirvió finalmente de base para el acuerdo final. La respuesta ucraniana contenía nuevas concesiones a los austrohúngaros. Las reuniones se retomaron el 3 de febrero tomando como base el nuevo documento presentado por los ucranianos.
En la conferencia austro-germana en Berlín del 5 y 6 de febrero, los representantes en la conferencia de paz dejaron claro que pronto estaría listo el tratado con los ucranianos y los mandos militares se mostraron dispuestos a sostener a la Rada siempre que esta solicitase auxilio militar formalmente.

## Tratado de paz

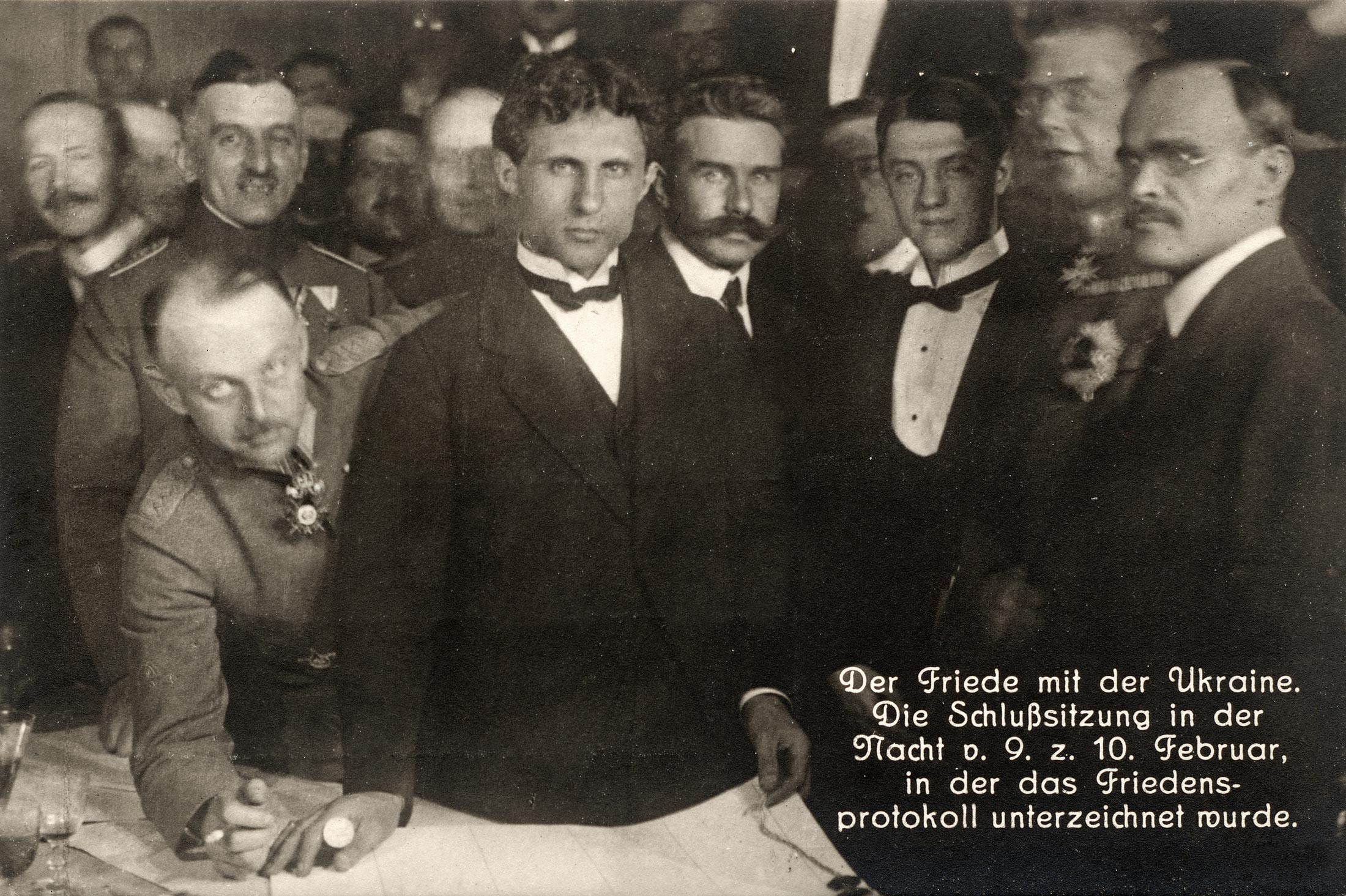
Firma del Tratado de paz el 9 de febrero de 1918.

El tratado entre los imperios y la Rada se firmó finalmente el 9 de febrero. El tratado ponía fin al estado de guerra entre las dos partes y establecía relaciones diplomáticas entre ellas; mantenía la antigua frontera ruso-austrohúngara en el sur y trazaba una nueva más al norte, cuyos detalles quedaban pendientes de definir.
Se estipulaba también la renuncia de las dos partes a imponer compensaciones de guerra y el compromiso a liberar a los prisioneros de guerra.
Se creaba una comisión paritaria que debía concretar los intercambios comerciales y los precios de los productos. Se establecía además el compromiso de intercambiar antes del 31 de julio los excedentes agrícolas e industriales entre las partes firmantes. Diversos artículos detallaban las condiciones de los intercambios económicos entre los imperios y Ucrania.
Un anexo secreto incluía el compromiso austrohúngaro de presentar ante las Cortes la propuesta de formación de una nueva unidad administrativa compuesta por los territorios de Galitzia y Bucovina donde la población ucraniana fuese mayoritaria.

## Consecuencias
Las concesiones austrohúngaras a la Rada desilusionaron a los polacos, a pesar de que no se llevaron a cabo y Viena no llegó a ratificar el tratado.
Para la Rada, incapaz de sostener sus posiciones frente a los bolcheviques o de mantener el frente oriental sin ayuda aliada, el acuerdo le permitió sobrevivir. Ucrania fue reconocida como país independiente y neutral en el conflicto mundial, pero se convirtió en la práctica en un satélite de Alemania. A cambio del reconocimiento formal y la ayuda militar de los imperios, se comprometió a entregar mil toneladas de productos agrícolas.
Para Rusia, supuso la pérdida de la producción ucraniana de alimentos y materias primas, un nuevo ataque alemán que causó la pronta firma de su propio tratado de paz y el reforzamiento de los movimientos nacionalistas periféricos.
Para Alemania, el tratado tenía varios objetivos: evitar la reconstitución del frente oriental y permitir el traslados de unidades militares al occidental, obtener alimentos y materias primas, aliviar la situación económica de la población y su descontento y debilitar la propaganda bolchevique mediante la formación de un cordón de Estados entre el país y la Rusia soviética. El acuerdo con Ucrania desbarató el bloqueo aliado y evitó la derrota de los imperios por hambre.
Para Austria-Hungría, el tratado fue el de la «paz del pan», firmado con el objetivo claro de resolver la extrema escasez de alimentos.